# Venus (Astrologie)

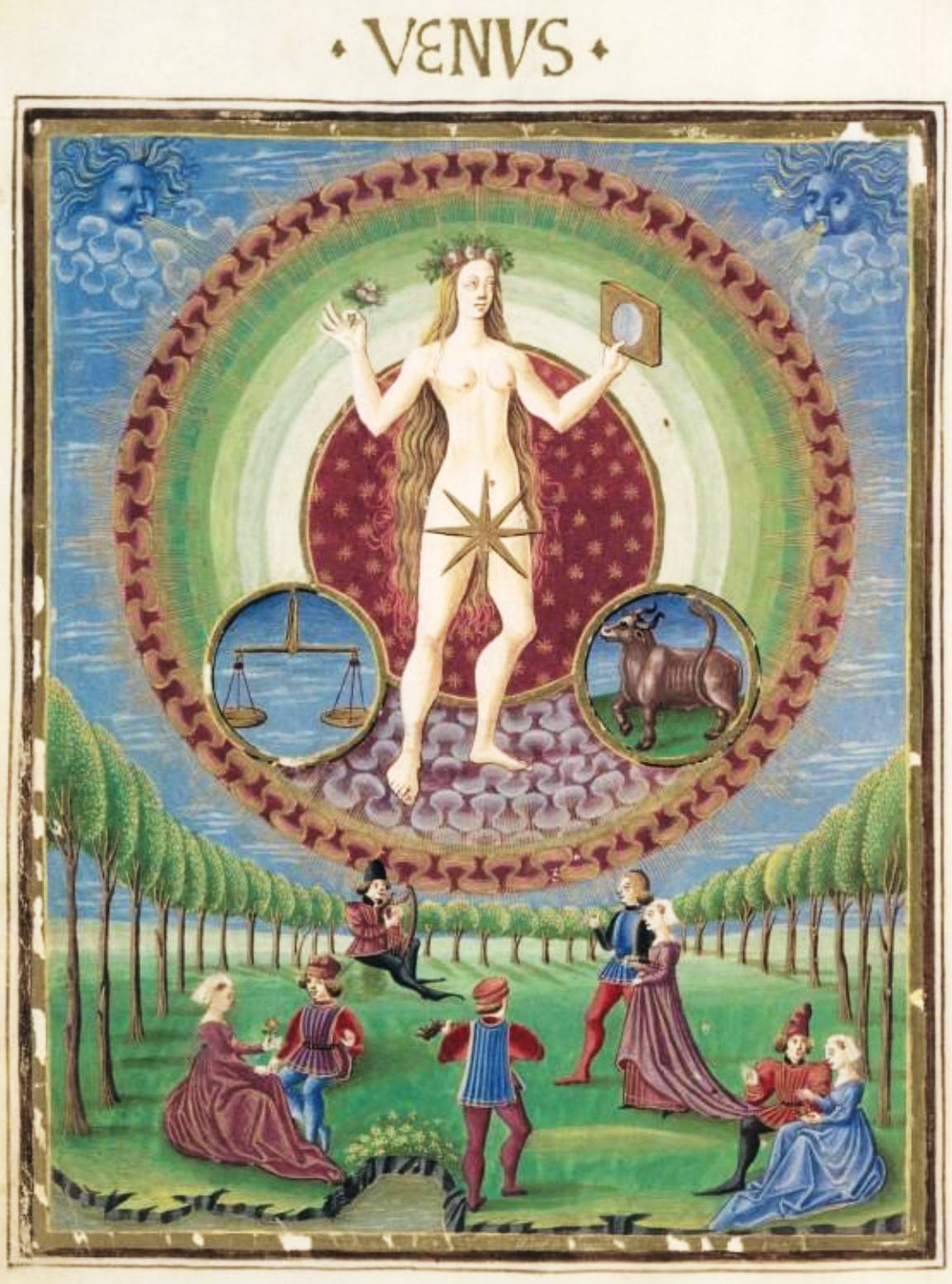
Venus in der illuminierten Handschrift De Sphaerae (ca. 1470)

Venus ist im geozentrischen Weltbild der westlichen Astrologie einer der klassischen sieben Planeten. Das astrologische Symbol ist ♀ (Unicode U+2640). Der Planet Venus ist der erdnächste und zugleich hellste Planet (abgesehen von Sonne und Mond, die in der Astrologie als Planeten gelten), wenn er als Morgenstern vor Sonnenaufgang am Osthimmel oder als Abendstern nach Sonnenuntergang am Westhimmel erscheint. Mit einer durchschnittlichen Tagesbewegung von 1° 12' bewegt sich die Venus etwa ebenso schnell wie die Sonne durch den Tierkreis, den sie während einer synodischen Periode von rund 584 Tagen einmal durchläuft, wobei sie etwa alle 18 Monate für ungefähr 40 bis 44 Tage rückläufig ist.
Als einer der unteren Planeten steht Venus niemals in Opposition zu Sonne. Mit einer maximalen Elongation von 48° kann sie höchstens im Halbquadrat zur Sonne stehen und knapp im Quintil zum Merkur.

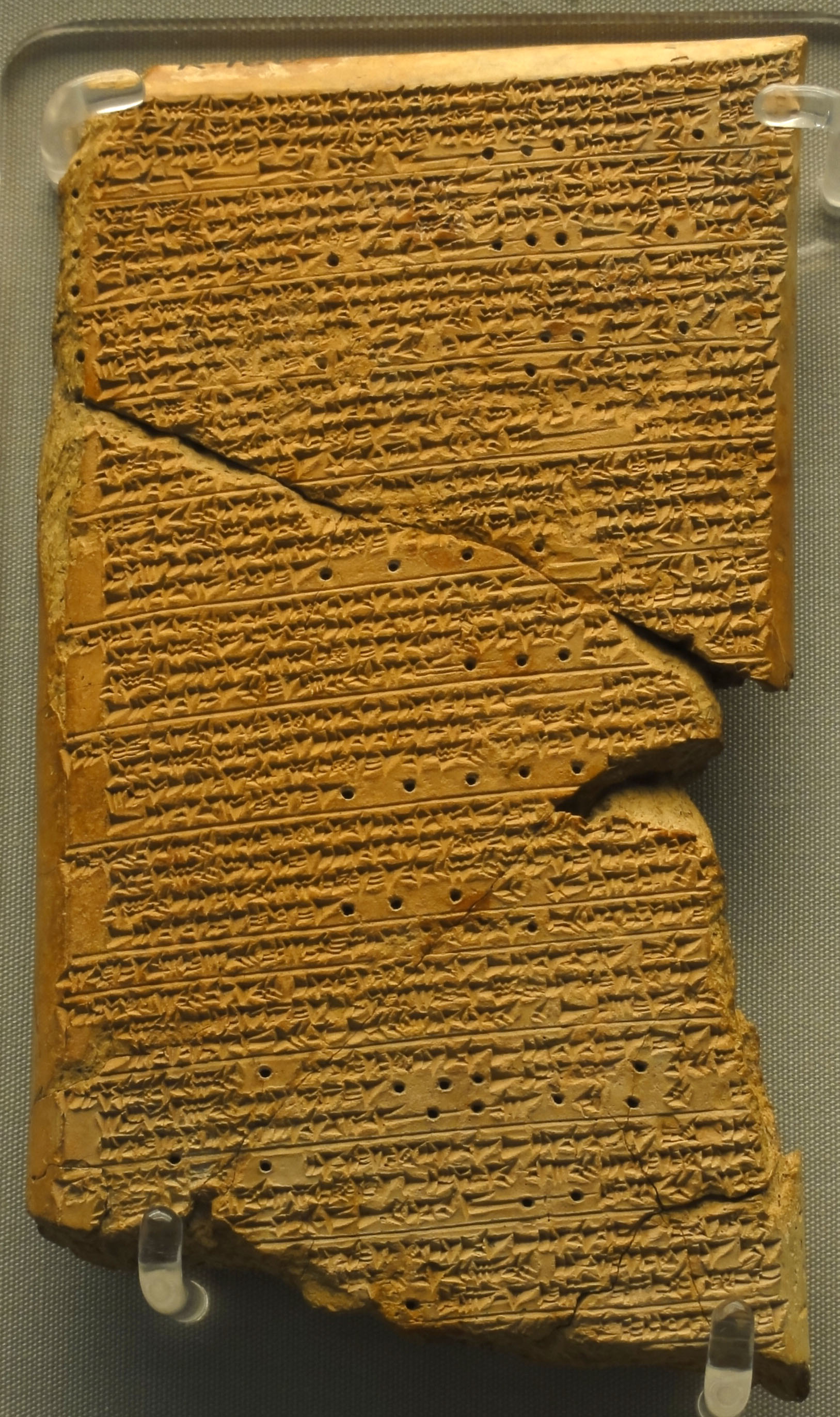
Venus-Tafel des Ammi-saduqa (Britisches Museum)

Das älteste erhaltene Schriftdokument zur Planetenbeobachtung, die Venus-Tafeln des Ammi-saduqa, enthalten bereits die synodische Periode von 584 Tagen und machen Angaben zur Sichtbarkeit der Venus am Morgen- und Abendhimmel. Dabei spielt der sogenannte 8-Jahres-Zyklus der Venus eine Rolle. Dieser Zyklus beruht darauf, dass 5 synodische Umläufe der Venus (5 × 583,92 = 2919,60 Tage) ziemlich genau 8 Jahren (8 × 365,24 = 2921,92 Tage) entsprechen. Das heißt, das nach fast genau 8 Jahren Sonne und Venus am Erdhimmel wieder in der gleichen Position stehen. Diese babylonischen Beobachtungen haben über die Geschichte der frühen Astronomie hinaus Bedeutung, da sich daran unterschiedlich Ansätze für die absolute Datierung festmachen, also die verschiedenen Chronologien der altorientalischen Geschichtsschreibung, die sich jeweils um Vielfache von 8 Jahren in ihren Ansätzen unterscheiden. Entsprechend dieser unterschiedlichen Ansetzungen bewegen sich die Datierungen für die überlieferten Beobachtungen der Venus-Tafeln zwischen 1703 und 1543 v. Chr.
In der mesopotamischen Mythologie war die Venus das Gestirn der Göttin Inanna, die im sumerischen Pantheon als weibliche Gottheit der Liebe und Fruchtbarkeit eine führende Position einnahm. Der sumerischen Inanna entspricht die akkadische Ištar, die semitische Astarte und die altiranische Anahita, wobei die von Anfang an bestehende Dualität in der Natur der Göttin von Gewalttätigkeit und Wollust einerseits und Hingabe und Liebe andererseits auf die Verkörperungen als Morgen- bzw. Abendstern übertragen wurde. 
In der Antike wurde Venus von den Griechen ganz entsprechend mit Liebesgöttin Aphrodite identifiziert. Die Entsprechung bei den Römern war die Göttin Venus. Diese Identifikationen prägten auch die astrologische Ikonografie in Mittelalter und früher Neuzeit. Typisches Attribut bildlicher Darstellungen ist daher der Spiegel. Das Planetensymbol ♀ kann auch als ein stilisierter Spiegel gedeutet werden.

## Zuordnungen

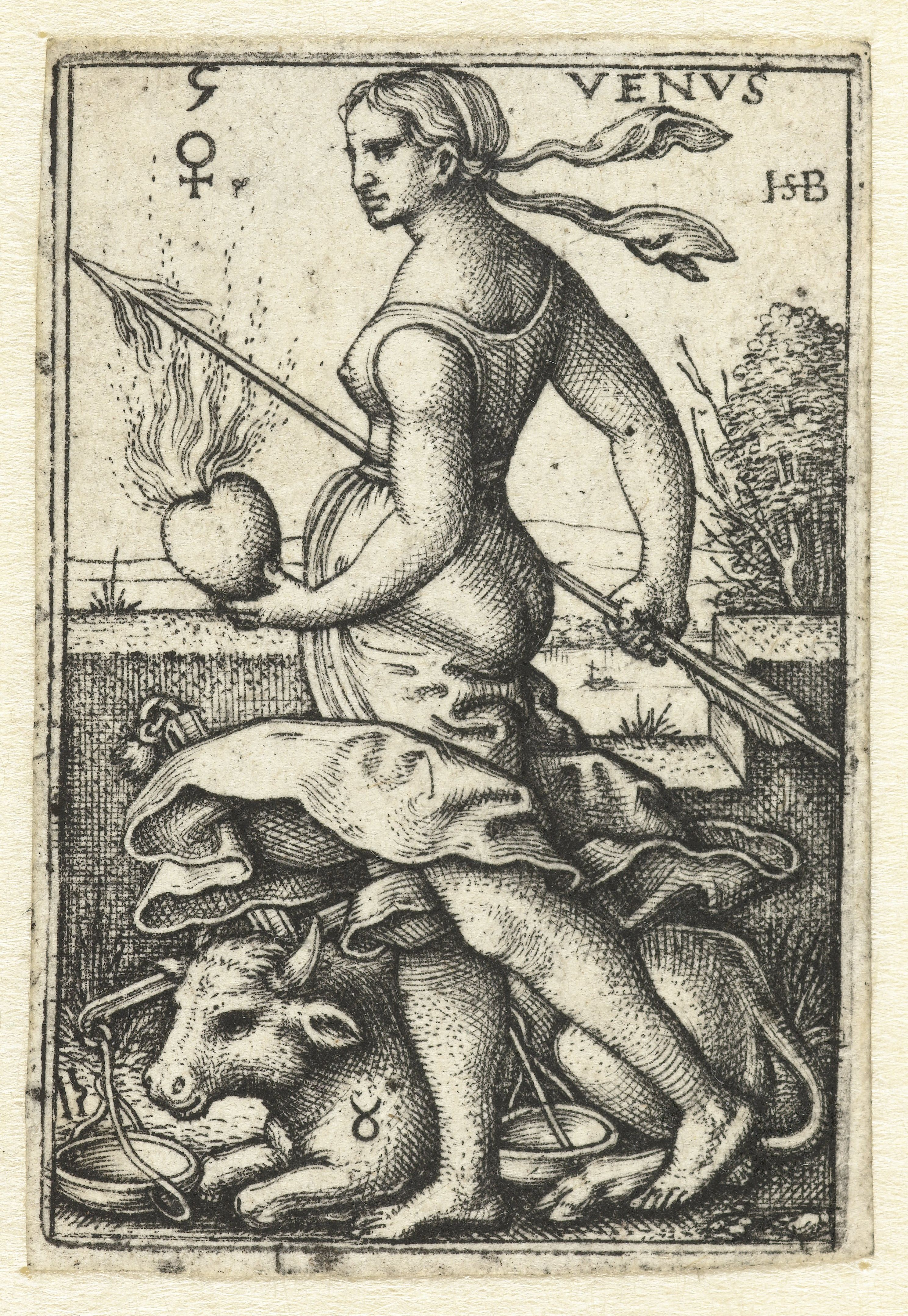
Venus auf einem Druck von Hans Sebald Beham (1539). Die Zahl 5 (in alter Schreibweise) links oben entspricht der Position der Venus in der Chaldäischen Reihe.

Nach dem Tetrabiblos des Ptolemäus ist Venus:
- Den Grundqualitäten nach warm und feucht, also lebensfördernd und somit ein wohltätiger Planet.[1]
- Zeichenherrscher im Stier (Tagdomizil) und Waage (Nachtdomizil) und in den gegenüberliegenden Zeichen Skorpion (Tagexil) und Widder (Nachtexil) im Exil.
- Häuserherrscher im 2. und 7. Haus.
- Venus ist auf 27° Fische exaltiert und auf 27° Jungfrau im Fall.
- Die melothesisch Venus entsprechenden Körperteile sind Leber und fleischige Teile. Der entsprechende  Sinn ist der Geruchssinn.[2]

Weiterhin ist Venus:
- Tagesherrscher am Freitag.
- Jahresherrscher in Jahren, deren Jahreszahl bei Division durch 7 den Rest 2 ergibt, also zum Beispiel 2025.

Venus gilt als weiblich. In der Chaldäischen Reihe steht Venus an 5. Stelle.
Das Metall der Venus ist das Kupfer, aus dem früher Spiegel hergestellt wurden.

## Deutung

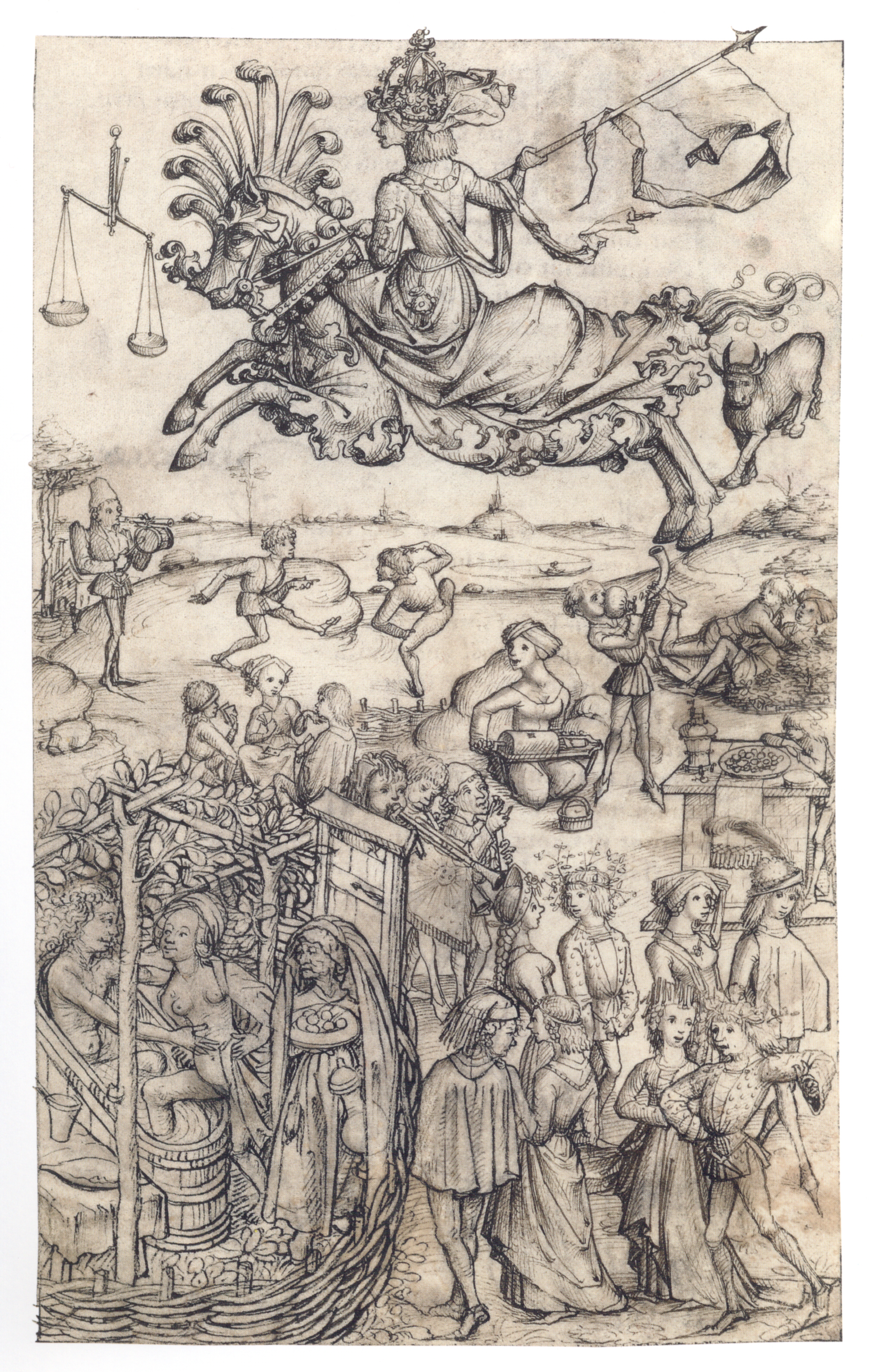
Planetenkinder der Venus (Mittelalterliches Hausbuch von Schloss Wolfegg, nach 1480)

William Lilly zufolge gilt für eine Person unter günstig gestellter Venus: 

„[…] ein ruhiger Mensch, der nichts im Sinn hat mit Rechtshändeln, Streit oder Zank, der nicht von wilder Art ist, sondern angenehm, ordentlich und gepflegt, Frohsinn schätzend in Wort und Tat, sauber in der Kleidung, eher trinkfreudig als gefräßig, zur Wollust neigend, oft in Liebesaffären verwickelt und diese mit Eifer betreibend; musikalisch, sich erfreuend an Bädern und allen ehrbaren fröhlichen Festen, Masken- und Bühnenspielen; leichtgläubig, nicht zu Arbeit und Mühsal neigend, ein froher Geselle, niemals misstrauisch, ein rechter Mann oder eine redlicher Frau, neigt oft zu Eifersucht ohne Anlass.“

Bei einer ungünstig gestellten Venus ist sie dagegen:

„[…] aufrührerisch, verschwenderisch, ganz der Freizügigkeit und unzüchtiger Weibergesellschaft verschrieben, ohne dabei an seinen Ruf zu denken, ein Liebhaber verbotener Lüste, der Inzest und Ehebruch treibt; voll Narretei, ein Emporkömmling ohne Glauben, Ansehen oder Kredit; gibt sein Geld in Bierhäusern, Tavernen in sittenloser Gesellschaft aus; ein fauler Geselle, sich nicht bekümmernd um die Dinge des Lebens noch die des Glaubens; ein Gottloser ohne Bildung und Form.“

Die folgende Zusammenstellung von Stichworten zu verschiedenen Deutungsaspekten folgt Herbert von Klöckler. Dabei beziehen sich „stark“/„schwach“ und „harmonisch“/„disharmonisch“ auf die Stellung der Venus in den Zeichen bzw. ihre Aspektierung.:
| stark und harmonisch                                       | stark und disharmonisch        | schwach, evtl. disharmonisch |
| ---------------------------------------------------------- | ------------------------------ | ---------------------------- |
|                                                            |                                |                              |
| Naturprinzip: Anziehung, zentripetale Energie              |                                |                              |
| Anziehung                                                  | Absorption                     | Abstoßung                    |
| biologisch: Sexualfunktion, weiblicher Aspekt              |                                |                              |
| Sexualität                                                 | Hypersexualität                | Asexualität                  |
| hormonales Gleichgewicht                                   | hormonale Überfunktion         | hormonale Funktionshemmung   |
| organisch: die Drüsen der inneren Sekretion, Nieren, Venen |                                |                              |
|                                                            |                                |                              |
| psychologisch: erotisches Empfinden, Fläche, Farbe, Ton    |                                |                              |
| Erotik                                                     | Hyperhedonie                   | Hypohedonie                  |
| Gefühl                                                     | Sentimentalität                | Gefühllosigkeit              |
| Schönheitssinn                                             | Ästhetisches überbewertet      | Mangel an Schönheitssinn     |
| Lebensliebe                                                | Leichtsinn, Laster, Perversion | Lebensunlust                 |
| Temperament: zykloid-sanguinisch                           |                                |                              |